# 트레버 세인트 존
트레버 세인트 존(Trevor St. John, 1971년 9월 3일 ~ )은 미국의 배우이다.
스포캔에서 태어났다.

## 출연 작품
- 어 브레드 팩토리, 파트 투 (2018년)
- 더 스튜던트 (2017년)
- 컨테인먼트 (2016년)
- 더 그리프 오브 아더스 (2015년)
- 타잔 3D (2013년) - 윌리엄 클레이튼 역
- 인 더 패밀리 (2011년) - 코디 하인즈 역
- 마이 소울 투 테이크 (2010년)
- 본 얼티메이텀 (2007년) - 트랙티컬 팀 리더 역
- 킹스 가드 (2000년)
- 페이백 (1999년)
- 바이오돔 (1996년)
- Sketch Artist II: Hands That See (1995)
- 두 여자의 사랑 (1995년)
- 하이어런닝 (1995년)
- 크림슨 타이드 (1995년)

### 텔레비전
- 원 라이프 투 리브 (2003-13)
- 로스웰, 뉴 멕시코
- 컨테인먼트
- 다크 스카이 (2013년) - 알렉스 홀콤브 역
- 뱀파이어 다이어리 (2013)
- 멘탈리스트 (2014)
- 더 영 앤 더 레스트리스
- 포스터 가족
- CSI: 사이버
- 킹덤 (2007년)